# Dames Quarter
Dames Quarter is een plaats (census-designated place) in de Amerikaanse staat Maryland, en valt bestuurlijk gezien onder Somerset County.

## Demografie
Bij de volkstelling in 2000 werd het aantal inwoners vastgesteld op 188.

## Geografie
Volgens het United States Census Bureau beslaat de plaats een oppervlakte van
47,3 km², waarvan 32,2 km² land en 15,1 km² water.

## Plaatsen in de nabije omgeving
De onderstaande figuur toont nabijgelegen plaatsen in een straal van 16 km rond Dames Quarter.